# Cotolau (Aldeia)
Cotolau ist eine osttimoresische Aldeia im Suco Cotolau (Verwaltungsamt Laulara, Gemeinde Aileu). 2015 lebten in der Aldeia 238 Menschen.

## Geographie und Einrichtungen
Die Aldeia Cotolau liegt im Nordosten des Sucos Cotolau. Nördlich befindet sich die Aldeia Binona, südlich die Aldeia Lebucucu, im Nordwesten die Aldeia Ramerlau und im Westen die Aldeia Ornai. Im Osten grenzt Cotolau an den Suco Talitu, im Südwesten an den Suco Madabeno und im Norden an die Gemeinde Dili mit ihrem Suco Balibar (Verwaltungsamt Cristo Rei). Entlang der Nordgrenze von Cotolau führt die Überlandstraße von Aileu und Maubisse im Süden und der Landeshauptstadt Dili im Norden. An ihr und einer Straße, die nach Südwest abzweigt, liegen die Siedlungen der Aldeia, während sie im Süden unbesiedelt ist. Das Gebiet zwischen den beiden Straßen bildet allerdings die Aldeia Binona. Größter Ort ist Laulara, der mit anderen Orten verwachsen ist, so auch mit dem Ort Cotolau. Das zweite Siedlungszentrum liegt an der Seitenstraße weiter südwestlich.
Im Ort Cotolau befinden sich das Kommunale Hospital Laulara und die Polizeistation, in Laulara selbst die Grundschule Cotolau, die Zentrale Grundschule (Escola Básica Central EBC) Laulara und eine Aufforstungsstation. Im zweiten Siedlungszentrum gibt es einen Fußballplatz. Im Zentrum befindet sich ein kleiner Teich.